# Ceratostylis brevibrachiata
Ceratostylis brevibrachiata är en orkidéart som beskrevs av Johannes Jacobus Smith. Ceratostylis brevibrachiata ingår i släktet Ceratostylis och familjen orkidéer. Inga underarter finns listade i Catalogue of Life.